# Maciej Janowski (żużlowiec)
Maciej Janowski (ur. 6 sierpnia 1991 we Wrocławiu) – polski żużlowiec.
Indywidualny Mistrz Polski 2015, 2020 oraz 2024 na żużlu. Indywidualny Mistrz Świata Juniorów 2011 na żużlu. Zdobywca złotego medalu w Drużynowych Mistrzostwach świata z reprezentacją Polski w 2013, 2017 i 2023 roku, wielokrotny medalista tych rozgrywek. Uważany za jednego z najlepszych aktualnych żużlowców i legendę WTS Sparty Wrocław. Wielokrotny medalista Mistrzostw świata, Europy oraz Polski juniorów – indywidualnie, drużynowo i w parach. Zdobywca Złotego, Srebrnego i Brązowego Kasku. Drużynowy Mistrz Polski (2012, 2021), Szwecji (2011, 2013, 2021, 2023) oraz Wielkiej Brytanii (2013, 2014, 2015). Czterokrotnie czwarty w cyklu Grand Prix. Brązowy medalista Indywidualnych Mistrzostw Świata (2022).

## Kariera

### Lata 2007–2010
W polskiej lidze debiutował 12 sierpnia 2007 r. w barwach wrocławskiego klubu Sparta Wrocław w 1. wyścigu meczu przeciwko Stali Rzeszów. Zdobył wtedy 1 punkt przywożąc za plecami Andreasa Messinga. Swoje pierwsze zwycięstwo biegowe zanotował w następnym sezonie, w 4. kolejce przeciwko Unii Leszno. W tym samym roku pierwszy raz znalazł się w składzie reprezentacji Polski na międzynarodowy turniej. Były to drużynowe mistrzostwa Europy juniorów, w których Polska zajęła 4. miejsce. Janowski z dorobkiem 15 punktów był najlepszym polskim zawodnikiem. Pierwszym rokiem jego występów w lidze szwedzkiej był 2009, a w lidze angielskiej 2010.

### Lata 2011–2013
W 2011 wywalczył tytuł Indywidualnego mistrza świata juniorów – jest to jego pierwszy indywidualny złoty medal w turnieju rangi mistrzostw świata. W Polsce w latach 2012–2013 startował w barwach Unii Tarnów, z którą w pierwszym roku startów wygrał polską Ekstraligę. W 2013 z reprezentacją Polski triumfował w drużynowym pucharze świata.

### Lata 2014–2017
W sezonie 2014 powrócił do Sparty Wrocław, z którą już rok później wywalczył drużynowe wicemistrzostwo Polski. W sezonie 2015 został także Indywidualnym mistrzem Polski. Był to również sezon, w którym zadebiutował w Grand Prix. W swoim pierwszym sezonie w tym cyklu zajął 7. miejsce z dorobkiem 106 punktów, wygrywając jedną rundę. Od tamtego momentu nieprzerwanie w nim startuje. Okazja do zdobycia w nim medalu nadarzyła się w 2017 roku, kiedy jeszcze po siedmiu z dwunastu rund Janowski był na czele stawki. Dalsza część cyklu nie była już dla niego tak udana i Grand Prix 2017 ukończył na 4. miejscu, tracąc 9 punktów do strefy medalowej. W tym samym sezonie drugi raz w karierze zdobył reprezentacyjne złoto w drużynowych mistrzostwach świata oraz srebrny medal polskich rozgrywek ligowych ze Spartą Wrocław, kończąc je ze średnią biegową 1,966.

### Sezon 2018
W sezonie 2018 poprawił swoje wyniki ligowe – osiągnął wówczas najwyższą średnią biegową w karierze – 2,191. Jego zespół znalazł się jednak pozycję niżej niż rok wcześniej, a z reprezentacją zdobył brązowy medal pierwszej edycji rozgrywek Speedway of Nations, odbywających się w ramach Drużynowych Mistrzostw Świata. W Grand Prix ponownie zajął 4. miejsce, mimo że jeszcze przed ostatnią rundą znajdował się na pozycji dającej mu medal. W Indywidualnych Mistrzostwach Polski zdobył swój czwarty medal i pierwszy srebrny. Ponadto po raz trzeci w karierze został Mistrzem Polski Par Klubowych, które odbywały się na torze w Ostrowie Wielkopolskim. Pierwszy raz w swoim drugim występie wygrał również turniej o Koronę Bolesława Chrobrego w Gnieźnie.

### Sezon 2019
Na początku sezonu 2019 doznał kontuzji, która wykluczyła go z pierwszej rundy Grand Prix 2019, które ostatecznie ukończył na 6. pozycji. W polskiej lidze po raz trzeci w karierze zdobył wicemistrzostwo. Taki sam rezultat osiągnął w Speedway Of Nations z reprezentacją Polski, która przegrała finał z reprezentacją Rosji – gospodarzami turnieju. Janowski rywalizował tylko w pierwszym dniu turnieju finałowego. Zdobył 0 punktów. Zaliczył upadek, w wyniku którego nie startował w drugim dniu rywalizacji. Kiedy w październiku 2019 roku ogłaszano kadrę reprezentacji Polski na rok następny, Janowski pierwszy raz od wielu lat się w niej nie znalazł. Było to spowodowane, jak mówił trener Marek Cieślak, brakiem wcześniejszego poinformowania o wzięciu zwolnienia lekarskiego przed meczem Polska – Reszta Świata. Podobna sytuacja spotkała również kilku innych polskich zawodników.

### Sezon 2020
Sezon 2020 był kolejnym, w którym liczył się w walce o medale cyklu Grand Prix. Ostatecznie trzeci raz w karierze został sklasyfikowany na 4. miejscu. Czwarty rok z rzędu zdobył medal ligowy w Polsce. Sparta ukończyła sezon na 3. miejscu. Janowski został drugi raz w karierze Indywidualnym Mistrzem Polski na żużlu zdobywając komplet punktów podczas Finału w Lesznie. Do złota IMP dołożył brąz Mistrzostw Polski Par Klubowych, w których reprezentował Spartę wraz z Glebem Chugunovem. Zajął też najwyższe do tej pory, piąte miejsce, w Indywidualnych Międzynarodowych Mistrzostwach Ekstraligi w Toruniu.

### Sezon 2021
W sezonie 2021 powrócił do reprezentacji Polski. 11 lipca 2021 doszło do dużej kontrowersji z udziałem Janowskiego. Po skończonych Indywidualnych Mistrzostwach Polski, w których Janowski zajął drugie miejsce, zawodnik zszedł z podium przed końcem dekoracji najlepszych zawodników. Powodem takiego zachowania było starcie w 12. wyścigu pomiędzy nim a Bartoszem Zmarzlikiem, triumfatorem całych zawodów. Media szeroko komentowały sprawę, a także poświęciły wiele uwagi ogólnej rywalizacji tych dwóch zawodników. Cały sezon 2021 był dla Janowskiego bardzo udany i pod wieloma aspektami najlepszy w jego dotychczasowej karierze. Starty w Grand Prix rozpoczął bardzo dobrze, utrzymując się na prowadzeniu przez pierwsze cztery rundy. Ostatecznie jednak czwarty raz w karierze został sklasyfikowany na czwartym miejscu (Miał tyle samo punktów co Szwed Fredrik Lindgren, jednak to Janowski był wyżej, ponieważ miał na koncie więcej wygranych rund). Podobnie jak rok wcześniej, do braku medalu przyczyniły się słabsze lokaty w środkowej części cyklu. W lidze natomiast gwarantował duże zdobycze punktowe przez cały sezon. Osiągnął zdecydowanie najwyższą w karierze średnią biegową wynoszącą aż 2,582. Zdobył 3 komplety punktów. Przez cały ligowy sezon tylko dwa razy zszedł poniżej granicy 12 pkt w meczu. Jego dobra jazda miała duży wpływ na zdobycie przez Spartę piątego mistrzostwa Polski. Wygrał również ligę szwedzką z Dackarną Målilla. Z reprezentacją Polski zdobył srebro Speedway of Nations 2021. W wyniku nieporozumienia na torze między nim a Bartoszem Zmarzlikiem w wyścigu finałowym upadł jadąc na trzeciej pozycji.

### Sezon 2022
W pierwszym meczu Ekstraligi 2022 zdobył płatny komplet punktów (17+1). W kolejnych meczach zdobywał nieco mniej punktów, jednak nadal utrzymywał się w czołówce zawodników z najwyższymi średnimi biegowymi. Grand Prix 2022 rozpoczął od drugiego miejsca w Grand Prix Chorwacji w Goričan. Na następne podium musiał czekać aż do przedostatniej rundy w Mallili, która dała mu trzecie miejsce. Przed ostatnią rundą w Toruniu zajmował dopiero siódme miejsce ze stratą 7 pkt do brązowego medalu. W ostatnim Grand Prix jednak wjechał do finału, co wobec gorszej postawy jego rywali dało mu ostatecznie pierwszy w karierze medal cyklu Speedway Grand Prix. Ponadto wraz z Bartoszem Zmarzlikiem, Patrykiem Dudkiem, Januszem Kołodziejem i Kacprem Woryną zdobył pierwsze w historii złoto w inaugurującym cykl Drużynowych Mistrzostw Europy turnieju w Poznaniu.

## Starty w Grand Prix (Indywidualnych Mistrzostwach Świata na Żużlu)
Stan na 1 października 2024 r.

### Zwycięstwa w poszczególnych zawodachGrand Prix
| Nr | Dzień       | Rok  | Nazwa                        | Miejscowość | Tor                               | Długość toru |
| -- | ----------- | ---- | ---------------------------- | ----------- | --------------------------------- | ------------ |
| 1. | 18 lipca    | 2015 | Grand Prix Łotwy             | Dyneburg    | Latvijas spīdveja centrs          | 373m         |
| 2. | 11 czerwca  | 2016 | Grand Prix Danii             | Horsens     | CASA Arena (sztuczny tor)         | 272m         |
| 3. | 24 czerwca  | 2017 | Grand Prix Danii             | Horsens     | CASA Arena (sztuczny tor)         | 272m         |
| 4. | 22 lipca    | 2017 | Grand Prix Wielkiej Brytanii | Cardiff     | Millennium Stadium (sztuczny tor) | 272m         |
| 5. | 7 lipca     | 2018 | Grand Prix Szwecji           | Hallstavik  | HZ Bygg Arena                     | 289m         |
| 6. | 31 sierpnia | 2019 | Grand Prix Niemiec           | Teterow     | Bergring Arena                    | 314m         |
| 7. | 29 sierpnia | 2020 | Grand Prix Polski            | Wrocław     | Stadion Olimpijski                | 352m         |
| 8. | 16 lipca    | 2021 | Grand Prix Czech             | Praga       | Markéta                           | 353m         |

### Miejsca na podium
| Nr  | Dzień           | Rok  | Nazwa                        | Miejscowość | Tor                               | Miejsce | Punkty | Biegi           | Zwycięzca        |
| --- | --------------- | ---- | ---------------------------- | ----------- | --------------------------------- | ------- | ------ | --------------- | ---------------- |
| 1.  | 23 maja         | 2015 | Grand Prix Czech             | Praga       | Stadion Markéta                   | 3.      | 18     | (3,3,3,3,3,2,1) | Tai Woffinden    |
| 2.  | 18 lipca        | 2015 | Grand Prix Łotwy             | Dyneburg    | Latvijas spīdveja centrs          | 1.      | 12     | (2,2,3,3,2)     | —                |
| 3.  | 3 października  | 2015 | Grand Prix Polski            | Toruń       | Motoarena                         | 3.      | 11     | (0,3,1,3,1,2,1) | Nicki Pedersen   |
| 4.  | 24 października | 2015 | Grand Prix Australii         | Melbourne   | Etihad Stadium (sztuczny tor)     | 3.      | 11     | (3,1,1,3,0,2,1) | Greg Hancock     |
| 5.  | 11 czerwca      | 2016 | Grand Prix Danii             | Horsens     | CASA Arena (sztuczny tor)         | 1.      | 16     | (2,3,1,3,1,3,3) | —                |
| 6.  | 13 maja         | 2017 | Grand Prix Polski            | Warszawa    | Stadion Narodowy (sztuczny tor)   | 2.      | 16     | (3,3,0,3,3,2,2) | Fredrik Lindgren |
| 7.  | 27 maja         | 2017 | Grand Prix Łotwy             | Dyneburg    | Latvijas spīdveja centrs          | 3.      | 13     | (3,3,3,1,w,2,1) | Piotr Pawlicki   |
| 8.  | 24 czerwca      | 2017 | Grand Prix Danii             | Horsens     | CASA Arena (sztuczny tor)         | 1.      | 17     | (2,1,2,3,3,3,3) | —                |
| 9.  | 22 lipca        | 2017 | Grand Prix Wielkiej Brytanii | Cardiff     | Millennium Stadium (sztuczny tor) | 1.      | 17     | (3,3,1,3,1,3,3) | —                |
| 10. | 12 maja         | 2018 | Grand Prix Polski            | Warszawa    | Stadion Narodowy (sztuczny tor)   | 2.      | 13     | (1,2,2,3,1,2,2) | Tai Woffinden    |
| 11. | 7 lipca         | 2018 | Grand Prix Szwecji           | Hallstavik  | HZ Bygg Arena                     | 1.      | 18     | (0,3,3,3,3,3,3) | —                |
| 12. | 21 lipca        | 2018 | Grand Prix Wielkiej Brytanii | Cardiff     | Millennium Stadium (sztuczny tor) | 3.      | 12     | (3,w,3,0,3,2,1) | Bartosz Zmarzlik |
| 13. | 6 lipca         | 2019 | Grand Prix Szwecji           | Hallstavik  | HZ Bygg Arena                     | 3.      | 13     | (2,1,3,2,1,3,1) | Emil Sajfutdinow |
| 14. | 17 sierpnia     | 2019 | Grand Prix Skandynawii       | Målilla     | G&B Stadium                       | 3.      | 15     | (3,0,2,3,3,3,1) | Fredrik Lindgren |
| 15. | 31 sierpnia     | 2019 | Grand Prix Niemiec           | Teterow     | Bergring Arena                    | 1.      | 16     | (2,2,2,2,2,3,3) | —                |
| 16. | 28 sierpnia     | 2020 | Grand Prix Polski            | Wrocław     | Stadion Olimpijski                | 2.      | 18     | (3,2,1,3,3,3,2) | Artiom Łaguta    |
| 17. | 29 sierpnia     | 2020 | Grand Prix Polski            | Wrocław     | Stadion Olimpijski                | 1.      | 20     | (3,3,1,3,3,3,3) | —                |
| 18. | 2 października  | 2020 | Grand Prix Polski            | Toruń       | Motoarena                         | 2.      | 18     | (3,2,3,2,2,2,2) | Max Fricke       |
| 19. | 3 października  | 2020 | Grand Prix Polski            | Toruń       | Motoarena                         | 2.      | 18     | (3,3,d,3,3,3,2) | Bartosz Zmarzlik |
| 20. | 16 lipca        | 2021 | Grand Prix Czech             | Praga       | Stadion Markéta                   | 1.      | 17     | (3,0,3,2,3,3,3) | —                |
| 21. | 18 lipca        | 2021 | Grand Prix Czech             | Praga       | Stadion Markéta                   | 2.      | 18     | (3,3,0,1,3,3,2) | Artiom Łaguta    |
| 22. | 30 lipca        | 2021 | Grand Prix Polski            | Wrocław     | Stadion Olimpijski                | 2.      | 18     | (2,1,2,3,1,3,2) | Bartosz Zmarzlik |
| 23. | 1 października  | 2021 | Grand Prix Polski            | Toruń       | Motoarena                         | 2.      | 18     | (1,2,3,0,3,2,2) | Artiom Łaguta    |
| 24. | 2 października  | 2021 | Grand Prix Polski            | Toruń       | Motoarena                         | 3.      | 16     | (1,3,3,3,2,3,1) | Bartosz Zmarzlik |
| 25. | 30 kwietnia     | 2022 | Grand Prix Chorwacji         | Goričan     | Stadion Millenium                 | 2.      | 18     | (3,3,3,2,2,2,2) | Bartosz Zmarzlik |
| 26. | 17 września     | 2022 | Grand Prix Szwecji           | Målilla     | G&B Stadium                       | 3.      | 16     | (3,0,3,3,2,2,1) | Bartosz Zmarzlik |
| 27. | 14 września     | 2024 | Grand Prix Danii             | Vojens      | Vojens Speedway Center            | 3.      | 16     | (3,2,2,0,3,3,1) | Robert Lambert   |

### Punkty w poszczególnych zawodachGrand Prix
| Sezon 2008                   |                        |                                 |                                 |                                 |                                 |                                 |                                 |                                 |                          |                          |                          |                   |         |         |         |         |         |         |         |         |         |        |        |        |        |        |        |        |        |        |        |        |        |        |        |
| GP Słowenii – Krško          | GP Europy – Leszno     | GP Szwecji – Göteborg           | GP Danii – Kopenhaga            | GP Wielkiej Brytanii – Cardiff  | GP Czech – Praga                | GP Skandynawii – Målilla        | GP Łotwy – Dyneburg             | GP Polski – Bydgoszcz           | GP Włoch – Lonigo        | GP Finał – Bydgoszcz     | miejsce                  | miejsce           | miejsce | miejsce | miejsce | miejsce | miejsce | miejsce | miejsce | miejsce | miejsce | punkty | punkty | punkty | punkty | punkty | punkty | punkty | punkty | punkty | punkty | punkty |        |        |        |
| –                            | –                      | –                               | –                               | –                               | –                               | –                               | –                               | –                               | –                        | 1                        | 27                       | 27                | 27      | 27      | 27      | 27      | 27      | 27      | 27      | 27      | 27      | 1      | 1      | 1      | 1      | 1      | 1      | 1      | 1      | 1      | 1      | 1      |        |        |        |
| Sezon 2012                   |                        |                                 |                                 |                                 |                                 |                                 |                                 |                                 |                          |                          |                          |                   |         |         |         |         |         |         |         |         |         |        |        |        |        |        |        |        |        |        |        |        |        |        |        |
| GP Nowej Zelandii – Auckland | GP Europy – Leszno     | GP Czech – Praga                | GP Szwecji – Göteborg           | GP Danii – Kopenhaga            | GP Polski – Gorzów Wielkopolski | GP Chorwacji – Gorican          | GP Włoch – Terenzano            | GP Wielkiej Brytanii – Cardiff  | GP Skandynawii – Målilla | GP Nordyckie – Vojens    | GP Polski – Toruń        | miejsce           | miejsce | miejsce | miejsce | miejsce | miejsce | miejsce | miejsce | miejsce | miejsce | punkty | punkty | punkty | punkty | punkty | punkty | punkty | punkty | punkty | punkty |        |        |        |        |
| –                            | –                      | –                               | –                               | –                               | –                               | –                               | –                               | –                               | –                        | –                        | 8                        | 23                | 23      | 23      | 23      | 23      | 23      | 23      | 23      | 23      | 23      | 8      | 8      | 8      | 8      | 8      | 8      | 8      | 8      | 8      | 8      |        |        |        |        |
| Sezon 2014                   |                        |                                 |                                 |                                 |                                 |                                 |                                 |                                 |                          |                          |                          |                   |         |         |         |         |         |         |         |         |         |        |        |        |        |        |        |        |        |        |        |        |        |        |        |
| GP Nowej Zelandii – Auckland | GP Europy – Bydgoszcz  | GP Finlandii – Tampere          | GP Czech – Praga                | GP Szwecji – Målilla            | GP Danii – Kopenhaga            | GP Wielkiej Brytanii – Cardiff  | GP Łotwy – Dyneburg             | GP Polski – Gorzów Wielkopolski | GP Nordyckie – Vojens    | GP Skandynawii – Solna   | GP Polski – Toruń        | miejsce           | miejsce | miejsce | miejsce | miejsce | miejsce | miejsce | miejsce | miejsce | miejsce | punkty | punkty | punkty | punkty | punkty | punkty | punkty | punkty | punkty | punkty |        |        |        |        |
| –                            | –                      | –                               | –                               | –                               | –                               | –                               | –                               | –                               | –                        | –                        | 7                        | 21                | 21      | 21      | 21      | 21      | 21      | 21      | 21      | 21      | 21      | 7      | 7      | 7      | 7      | 7      | 7      | 7      | 7      | 7      | 7      |        |        |        |        |
| Sezon 2015                   |                        |                                 |                                 |                                 |                                 |                                 |                                 |                                 |                          |                          |                          |                   |         |         |         |         |         |         |         |         |         |        |        |        |        |        |        |        |        |        |        |        |        |        |        |
| GP Polski – Warszawa         | GP Finlandii – Tampere | GP Czech – Praga                | GP Wielkiej Brytanii – Cardiff  | GP Łotwy – Dyneburg             | GP Szwecji – Målilla            | GP Danii – Horsens              | GP Polski – Gorzów Wielkopolski | GP Słowenii – Krško             | GP Sztokholmu – Solna    | GP Polski – Toruń        | GP Australii – Melbourne | miejsce           | miejsce | miejsce | miejsce | miejsce | miejsce | miejsce | miejsce | miejsce | miejsce | punkty | punkty | punkty | punkty | punkty | punkty | punkty | punkty | punkty | punkty |        |        |        |        |
| 3                            | 2                      | 18                              | 3                               | 12                              | 8                               | 12                              | 5                               | 9                               | 12                       | 11                       | 11                       | 7                 | 7       | 7       | 7       | 7       | 7       | 7       | 7       | 7       | 7       | 106    | 106    | 106    | 106    | 106    | 106    | 106    | 106    | 106    | 106    |        |        |        |        |
| Sezon 2016                   |                        |                                 |                                 |                                 |                                 |                                 |                                 |                                 |                          |                          |                          |                   |         |         |         |         |         |         |         |         |         |        |        |        |        |        |        |        |        |        |        |        |        |        |        |
| GP Słowenii – Krško          | GP Polski – Warszawa   | GP Danii – Horsens              | GP Czech – Praga                | GP Wielkiej Brytanii – Cardiff  | GP Szwecji – Målilla            | GP Polski – Gorzów Wielkopolski | GP Niemiec – Teterow            | GP Sztokholmu – Solna           | GP Polski – Toruń        | GP Australii – Melbourne | miejsce                  | miejsce           | miejsce | miejsce | miejsce | miejsce | miejsce | miejsce | miejsce | miejsce | miejsce | punkty | punkty | punkty | punkty | punkty | punkty | punkty | punkty | punkty | punkty | punkty |        |        |        |
| 10                           | 10                     | 16                              | 5                               | 11                              | 12                              | 6                               | 2                               | 8                               | 5                        | 5                        | 10                       | 10                | 10      | 10      | 10      | 10      | 10      | 10      | 10      | 10      | 10      | 90     | 90     | 90     | 90     | 90     | 90     | 90     | 90     | 90     | 90     | 90     |        |        |        |
| Sezon 2017                   |                        |                                 |                                 |                                 |                                 |                                 |                                 |                                 |                          |                          |                          |                   |         |         |         |         |         |         |         |         |         |        |        |        |        |        |        |        |        |        |        |        |        |        |        |
| GP Słowenii – Krško          | GP Polski – Warszawa   | GP Łotwy – Dyneburg             | GP Czech – Praga                | GP Danii – Horsens              | GP Wielkiej Brytanii – Cardiff  | GP Szwecji – Målilla            | GP Polski – Gorzów Wielkopolski | GP Niemiec – Teterow            | GP Sztokholmu – Solna    | GP Polski – Toruń        | GP Australii – Melbourne | miejsce           | miejsce | miejsce | miejsce | miejsce | miejsce | miejsce | miejsce | miejsce | miejsce | punkty | punkty | punkty | punkty | punkty | punkty | punkty | punkty | punkty | punkty |        |        |        |        |
| 6                            | 16                     | 13                              | 6                               | 17                              | 17                              | 13                              | 6                               | 7                               | 7                        | 5                        | 9                        | 4                 | 4       | 4       | 4       | 4       | 4       | 4       | 4       | 4       | 4       | 122    | 122    | 122    | 122    | 122    | 122    | 122    | 122    | 122    | 122    |        |        |        |        |
| Sezon 2018                   |                        |                                 |                                 |                                 |                                 |                                 |                                 |                                 |                          |                          |                          |                   |         |         |         |         |         |         |         |         |         |        |        |        |        |        |        |        |        |        |        |        |        |        |        |
| GP Polski – Warszawa         | GP Czech – Praga       | GP Danii – Horsens              | GP Szwecji – Hallstavik         | GP Wielkiej Brytanii – Cardiff  | GP Skandynawii – Målilla        | GP Polski – Gorzów Wielkopolski | GP Słowenii – Krško             | GP Niemiec – Teterow            | GP Polski – Toruń        | miejsce                  | miejsce                  | miejsce           | miejsce | miejsce | miejsce | miejsce | miejsce | miejsce | miejsce | miejsce | miejsce | punkty | punkty | punkty | punkty | punkty | punkty | punkty | punkty | punkty | punkty | punkty | punkty |        |        |
| 13                           | 11                     | 5                               | 18                              | 12                              | 11                              | 9                               | 10                              | 9                               | 6                        | 4                        | 4                        | 4                 | 4       | 4       | 4       | 4       | 4       | 4       | 4       | 4       | 4       | 104    | 104    | 104    | 104    | 104    | 104    | 104    | 104    | 104    | 104    | 104    | 104    |        |        |
| Sezon 2019                   |                        |                                 |                                 |                                 |                                 |                                 |                                 |                                 |                          |                          |                          |                   |         |         |         |         |         |         |         |         |         |        |        |        |        |        |        |        |        |        |        |        |        |        |        |
| GP Polski – Warszawa         | GP Słowenii – Krško    | GP Czech – Praga                | GP Szwecji – Hallstavik         | GP Polski – Wrocław             | GP Skandynawii – Målilla        | GP Niemiec – Teterow            | GP Danii – Vojens               | GP Wielkiej Brytanii – Cardiff  | GP Polski – Toruń        | miejsce                  | miejsce                  | miejsce           | miejsce | miejsce | miejsce | miejsce | miejsce | miejsce | miejsce | miejsce | miejsce | punkty | punkty | punkty | punkty | punkty | punkty | punkty | punkty | punkty | punkty | punkty | punkty |        |        |
| –                            | 4                      | 7                               | 13                              | 12                              | 15                              | 16                              | 6                               | 7                               | 7                        | 6                        | 6                        | 6                 | 6       | 6       | 6       | 6       | 6       | 6       | 6       | 6       | 6       | 87     | 87     | 87     | 87     | 87     | 87     | 87     | 87     | 87     | 87     | 87     | 87     |        |        |
| Sezon 2020                   |                        |                                 |                                 |                                 |                                 |                                 |                                 |                                 |                          |                          |                          |                   |         |         |         |         |         |         |         |         |         |        |        |        |        |        |        |        |        |        |        |        |        |        |        |
| GP Polski – Wrocław          | GP Polski – Wrocław    | GP Polski – Gorzów Wielkopolski | GP Polski – Gorzów Wielkopolski | GP Czech – Praga                | GP Czech – Praga                | GP Polski – Toruń               | GP Polski – Toruń               | miejsce                         | miejsce                  | miejsce                  | miejsce                  | miejsce           | miejsce | miejsce | miejsce | miejsce | miejsce | miejsce | miejsce | miejsce | miejsce | punkty | punkty | punkty | punkty | punkty | punkty | punkty | punkty | punkty | punkty | punkty | punkty | punkty | punkty |
| 18                           | 20                     | 10                              | 9                               | 5                               | 9                               | 18                              | 18                              | 4                               | 4                        | 4                        | 4                        | 4                 | 4       | 4       | 4       | 4       | 4       | 4       | 4       | 4       | 4       | 107    | 107    | 107    | 107    | 107    | 107    | 107    | 107    | 107    | 107    | 107    | 107    | 107    | 107    |
| Sezon 2021                   |                        |                                 |                                 |                                 |                                 |                                 |                                 |                                 |                          |                          |                          |                   |         |         |         |         |         |         |         |         |         |        |        |        |        |        |        |        |        |        |        |        |        |        |        |
| GP Czech – Praga             | GP Czech – Praga       | GP Polski – Wrocław             | GP Polski – Wrocław             | GP Polski – Lublin              | GP Polski – Lublin              | GP Szwecji – Målilla            | GP Rosji – Togliatti            | GP Danii – Vojens               | GP Polski – Toruń        | GP Polski – Toruń        | miejsce                  | miejsce           | miejsce | miejsce | miejsce | miejsce | miejsce | miejsce | miejsce | miejsce | miejsce | punkty | punkty | punkty | punkty | punkty | punkty | punkty | punkty | punkty | punkty | punkty |        |        |        |
| 20                           | 18                     | 18                              | 10                              | 4                               | 2                               | 11                              | 8                               | 4                               | 18                       | 16                       | 4                        | 4                 | 4       | 4       | 4       | 4       | 4       | 4       | 4       | 4       | 4       | 129    | 129    | 129    | 129    | 129    | 129    | 129    | 129    | 129    | 129    | 129    |        |        |        |
| Sezon 2022                   |                        |                                 |                                 |                                 |                                 |                                 |                                 |                                 |                          |                          |                          |                   |         |         |         |         |         |         |         |         |         |        |        |        |        |        |        |        |        |        |        |        |        |        |        |
| GP Chorwacji – Goričan       | GP Polski – Warszawa   | GP Czech – Praga                | GP Niemiec – Teterow            | GP Polski – Gorzów Wielkopolski | GP Wielkiej Brytanii – Cardiff  | GP Polski – Wrocław             | GP Danii – Vojens               | GP Szwecji – Målilla            | GP Polski – Toruń        | miejsce                  | miejsce                  | miejsce           | miejsce | miejsce | miejsce | miejsce | miejsce | miejsce | miejsce | miejsce | punkty  | punkty | punkty | punkty | punkty | punkty | punkty | punkty | punkty | punkty | punkty |        |        |        |        |
| 18                           | 11                     | 14                              | 8                               | 2                               | 7                               | 14                              | 2                               | 16                              | 14                       |                          |                          |                   |         |         |         |         |         |         |         |         | 106     | 106    | 106    | 106    | 106    | 106    | 106    | 106    | 106    | 106    | 106    |        |        |        |        |
| Sezon 2023                   |                        |                                 |                                 |                                 |                                 |                                 |                                 |                                 |                          |                          |                          |                   |         |         |         |         |         |         |         |         |         |        |        |        |        |        |        |        |        |        |        |        |        |        |        |
| GP Chorwacji – Goričan       | GP Polski – Warszawa   | GP Czech – Praga                | GP Niemiec – Teterow            | GP Polski – Gorzów Wielkopolski | GP Szwecji – Målilla            | GP Łotwy – Ryga                 | GP Wielkiej Brytanii – Cardiff  | GP Danii – Vojens               | GP Polski – Toruń        | miejsce                  | miejsce                  | miejsce           | miejsce | miejsce | miejsce | miejsce | miejsce | miejsce | miejsce | punkty  | punkty  | punkty | punkty | punkty | punkty | punkty | punkty | punkty | punkty |        |        |        |        |        |        |
| 3                            | 7                      | 7                               | 4                               | 10                              | 2                               | 7                               | 3                               | –                               | –                        | 14                       | 14                       | 14                | 14      | 14      | 14      | 14      | 14      | 14      | 14      | 14      | 14      | 43     | 43     | 43     | 43     | 43     | 43     | 43     | 43     | 43     | 43     | 43     | 43     |        |        |
| Sezon 2024                   |                        |                                 |                                 |                                 |                                 |                                 |                                 |                                 |                          |                          |                          |                   |         |         |         |         |         |         |         |         |         |        |        |        |        |        |        |        |        |        |        |        |        |        |        |
| GP Chorwacji – Goričan       | Sprint – Warszawa      | GP Polski – Warszawa            | GP Niemiec – Landshut           | GP Czech – Praga                | GP Szwecji – Målilla            | GP Polski – Gorzów Wielkopolski | Sprint – Cardiff                | GP Wielkiej Brytanii – Cardiff  | GP Polski – Wrocław      | GP Łotwy – Ryga          | GP Danii – Vojens        | GP Polski – Toruń | miejsce | miejsce | miejsce | miejsce | miejsce | miejsce | miejsce | miejsce | punkty  | punkty | punkty | punkty | punkty | punkty | punkty | punkty |        |        |        |        |        |        |        |
| –                            | –                      | –                               | –                               | –                               | –                               | 1                               | –                               | 8                               | 9                        | 12                       | 16                       | 6                 | 14      | 14      | 14      | 14      | 14      | 14      | 14      | 14      | 52      | 52     | 52     | 52     | 52     | 52     | 52     | 52     |        |        |        |        |        |        |        |

| Statystyki        | Statystyki |
| ----------------- | ---------- |
| Starty            | 100        |
| Zwycięstwa        | 8          |
| Miejsca na podium | 27         |
| Finalista         | 32         |
| Punkty            | 962        |

## Mistrzostwa Świata i Europy

### Drużynowy Puchar Świata
| Sezon | Dzień      | Miejscowość   | Miejsce | Punkty | Biegi       | Reprezentacja | Zwycięzca |
| ----- | ---------- | ------------- | ------- | ------ | ----------- | ------------- | --------- |
| 2012  | 12 lipca   | Baraż Målilla | 5.      | 7      | 1,2,1,2,1   | Polska        | Dania     |
| 2013  | 7 lipca    | Praga         |         | 12     | 2,2,3,3,3   | Polska        | –         |
| 2015  | 14 czerwca | Vojens        |         | 11     | 1,3,2,3,w,2 | Polska        | Szwecja   |
| 2017  | 8 lipca    | Leszno        |         | 14     | 3,3,2,3,3   | Polska        | –         |
| 2023  | 29 lipca   | Wrocław       |         | 7      | 2,0,2,1,2   | Polska        | –         |

### Speedway of Nations
| Sezon | Dzień                           | Miejscowość | Miejsce | Punkty  | Biegi                     | Reprezentacja | Zwycięzca       |
| ----- | ------------------------------- | ----------- | ------- | ------- | ------------------------- | ------------- | --------------- |
| 2018  | 8 czerwca 9 czerwca             | Wrocław     |         | 9 13+3  | 2,3,3,0,1,0 3,2,3,2,0,3+3 | Polska        | Rosja           |
| 2019  | 20 lipca 21 lipca               | Togliatti   |         | 0       | t,0,0                     | Polska        | Rosja           |
| 2021  | 16 października 17 października | Manchester  |         | 18 13+0 | 2,4,3,3,2,4 0,0,3,3,4,3+0 | Polska        | Wielka Brytania |
| 2022  | 30 lipca                        | Vojens      | 6.      | 4       | 0,2,2                     | Polska        | Australia       |

### Indywidualne Mistrzostwa Świata Juniorów
| Sezon | Dzień          | Miejscowość | Miejsce | Punkty | Biegi     | Reprezentacja | Zwycięzca  |
| ----- | -------------- | ----------- | ------- | ------ | --------- | ------------- | ---------- |
| 2009  | 3 października | Stralsund   | 5.      | 11     | 2,3,w,3,3 | Polska        | Darcy Ward |

| Sezon 2010        |                     |                      |                    |           |              |              |         |         |         |         |         |         |         |         |         |         |        |        |        |        |        |        |        |        |        |        |        |        |        |        |    |    |    |    |
| Finał #1 – Gdańsk | Finał #2 – Dyneburg | Finał #3 – Pardubice | miejsce            | miejsce   | miejsce      | miejsce      | miejsce | miejsce | miejsce | miejsce | miejsce | miejsce | miejsce | miejsce | miejsce | miejsce | punkty | punkty | punkty | punkty | punkty | punkty | punkty | punkty | punkty | punkty | punkty | punkty | punkty | punkty |    |    |    |    |
| 6                 | 10                  | 14                   |                    |           |              |              |         |         |         |         |         |         |         |         |         |         | 30+2   | 30+2   | 30+2   | 30+2   | 30+2   | 30+2   | 30+2   | 30+2   | 30+2   | 30+2   | 30+2   | 30+2   | 30+2   | 30+2   |    |    |    |    |
| Sezon 2011        |                     |                      |                    |           |              |              |         |         |         |         |         |         |         |         |         |         |        |        |        |        |        |        |        |        |        |        |        |        |        |        |    |    |    |    |
| Finał #1 – Poole  | Finał #2 – Holsted  | Finał #3 – Pardubice | Finał #4 – Gniezno | miejsce   | miejsce      | miejsce      | miejsce | miejsce | miejsce | miejsce | miejsce | miejsce | punkty  | punkty  | punkty  | punkty  | punkty | punkty | punkty | punkty | punkty |        |        |        |        |        |        |        |        |        |    |    |    |    |
| 14                | 12                  | 15                   | 9                  |           |              |              |         |         |         |         |         |         |         |         |         |         |        | 50     | 50     | 50     | 50     | 50     | 50     | 50     | 50     | 50     | 50     | 50     | 50     | 50     | 50 |    |    |    |
| Sezon 2012        |                     |                      |                    |           |              |              |         |         |         |         |         |         |         |         |         |         |        |        |        |        |        |        |        |        |        |        |        |        |        |        |    |    |    |    |
| Lonigo            | Lendava             | Coventry             | Tarnów             | Pardubice | Bahía Blanca | Bahía Blanca | miejsce | miejsce | miejsce | miejsce | miejsce | miejsce | miejsce | miejsce | miejsce | punkty  | punkty | punkty | punkty | punkty | punkty | punkty | punkty | punkty |        |        |        |        |        |        |    |    |    |    |
| 11                | 13                  | 10                   | 13                 | 14        | 13           | 15           |         |         |         |         |         |         |         |         |         |         |        |        |        |        | 89     | 89     | 89     | 89     | 89     | 89     | 89     | 89     | 89     | 89     | 89 | 89 | 89 | 89 |

### Drużynowe Mistrzostwa Świata Juniorów
| Sezon | Dzień       | Miejscowość | Miejsce | Punkty | Biegi       | Reprezentacja | Zwycięzca |
| ----- | ----------- | ----------- | ------- | ------ | ----------- | ------------- | --------- |
| 2008  | 21 września | Holsted     |         | 11     | 3,3,2,1,2   | Polska        | –         |
| 2009  | 5 września  | Gorzów      |         | 13     | 3,3,1,3,3   | Polska        | –         |
| 2010  | 5 września  | Rye House   |         | 10     | 3,t,3,w,2,2 | Polska        | Dania     |
| 2012  | 1 września  | Gniezno     |         | 15     | 3,3,3,3,3   | Polska        | –         |

### Indywidualne Mistrzostwa Europy
| Sezon 2013        |                      |                    |                    |         |         |         |         |         |         |         |         |         |         |         |         |         |         |        |        |        |        |        |        |        |        |        |        |        |        |        |        |
| Finał #1 – Gdańsk | Finał #2 – Togliatti | Finał #3 – Gorican | Finał #4 – Rzeszów | miejsce | miejsce | miejsce | miejsce | miejsce | miejsce | miejsce | miejsce | miejsce | miejsce | miejsce | miejsce | miejsce | miejsce | punkty | punkty | punkty | punkty | punkty | punkty | punkty | punkty | punkty | punkty | punkty | punkty | punkty | punkty |
| 10                | 7                    | 8                  | 8                  | 6.      | 6.      | 6.      | 6.      | 6.      | 6.      | 6.      | 6.      | 6.      | 6.      | 6.      | 6.      | 6.      | 6.      | 33     | 33     | 33     | 33     | 33     | 33     | 33     | 33     | 33     | 33     | 33     | 33     | 33     | 33     |

| Sezon 2024           |                      |                     |                    |         |         |         |         |         |         |         |         |         |         |         |         |         |         |        |        |        |        |        |        |        |        |        |        |        |        |        |        |
| Finał #1 – Debreczyn | Finał #2 – Grudziądz | Finał #3 – Guestrow | Finał #4 – Chorzów | miejsce | miejsce | miejsce | miejsce | miejsce | miejsce | miejsce | miejsce | miejsce | miejsce | miejsce | miejsce | miejsce | miejsce | punkty | punkty | punkty | punkty | punkty | punkty | punkty | punkty | punkty | punkty | punkty | punkty | punkty | punkty |
| 12                   | 7                    | 8                   | 5                  | 8.      | 8.      | 8.      | 8.      | 8.      | 8.      | 8.      | 8.      | 8.      | 8.      | 8.      | 8.      | 8.      | 8.      | 32     | 32     | 32     | 32     | 32     | 32     | 32     | 32     | 32     | 32     | 32     | 32     | 32     | 32     |

### Drużynowe Mistrzostwa Europy
| Sezon | Dzień   | Miejscowość | Miejsce | Punkty | Biegi     | Reprezentacja | Zwycięzca |
| ----- | ------- | ----------- | ------- | ------ | --------- | ------------- | --------- |
| 2022  | 15 maja | Poznań      |         | 7      | 3,w,1,2,1 | Polska        | –         |

### Indywidualne Mistrzostwa Europy Juniorów
| Sezon | Dzień       | Miejscowość | Miejsce | Punkty | Biegi     | Reprezentacja | Zwycięzca           |
| ----- | ----------- | ----------- | ------- | ------ | --------- | ------------- | ------------------- |
| 2008  | 30 sierpnia | Stralsund   |         | 12+3   | 3,w,3,3,3 | Polska        | Artur Mroczka       |
| 2009  | 11 lipca    | Tarnów      |         | 13     | 2,2,3,3,3 | Polska        | Przemysław Pawlicki |

### Drużynowe Mistrzostwa Europy Juniorów
| Sezon | Dzień       | Miejscowość | Miejsce | Punkty | Biegi       | Reprezentacja | Zwycięzca |
| ----- | ----------- | ----------- | ------- | ------ | ----------- | ------------- | --------- |
| 2008  | 19 maja     | Rawicz      | 4.      | 15     | 3,2,3,1,3,3 | Polska        | Szwecja   |
| 2009  | 23 sierpnia | Holsted     |         | 15     | 3,3,1,3,2,3 | Polska        | –         |
| 2010  | 5 września  | Divišov     |         | 15     | 3,3,3,3,3   | Polska        | –         |

### Klubowy Puchar Europy
| Sezon | Dzień         | Miejscowość | Miejsce | Punkty | Biegi     | Klub           | Zwycięzca         |
| ----- | ------------- | ----------- | ------- | ------ | --------- | -------------- | ----------------- |
| 2007  | 6 październik | Miszkolc    |         | 6      | w,2,1,0,3 | Sparta Wrocław | Speedway Miszkolc |

## Mistrzostwa Polski

### Drużynowe Mistrzostwa Polski
| Sezon | Klub           | Miejsce | Średnia biegowa          | Liga       | Zwycięzca                |
| ----- | -------------- | ------- | ------------------------ | ---------- | ------------------------ |
| 2007  | Sparta Wrocław |         | 0,429 (nieklasyfikowany) | Ekstraliga | Unia Leszno              |
| 2008  | Sparta Wrocław | 5.      | 1,413 (34)               | Ekstraliga | Unibax Toruń             |
| 2009  | Sparta Wrocław | 7.      | 1,458 (33)               | Ekstraliga | Falubaz Zielona Góra     |
| 2010  | Sparta Wrocław | 4.      | 1,584 (30)               | Ekstraliga | Unia Leszno              |
| 2011  | Sparta Wrocław | 6.      | 2,013 (11)               | Ekstraliga | Falubaz Zielona Góra     |
| 2012  | Unia Tarnów    |         | 1,972 (19)               | Ekstraliga | –                        |
| 2013  | Unia Tarnów    |         | 1,938 (21)               | Ekstraliga | Falubaz Zielona Góra     |
| 2014  | Sparta Wrocław | 6.      | 1,918 (16)               | Ekstraliga | Stal Gorzów Wielkopolski |
| 2015  | Sparta Wrocław |         | 2,141 (11)               | Ekstraliga | Unia Leszno              |
| 2016  | Sparta Wrocław | 4.      | 1,674 (29)               | Ekstraliga | Stal Gorzów Wielkopolski |
| 2017  | Sparta Wrocław |         | 1,966 (19)               | Ekstraliga | Unia Leszno              |
| 2018  | Sparta Wrocław |         | 2,191 (8)                | Ekstraliga | Unia Leszno              |
| 2019  | Sparta Wrocław |         | 1,962 (15)               | Ekstraliga | Unia Leszno              |
| 2020  | Sparta Wrocław |         | 2,160 (7)                | Ekstraliga | Unia Leszno              |
| 2021  | Sparta Wrocław |         | 2,582 (2)                | Ekstraliga | –                        |
| 2022  | Sparta Wrocław | 5.      | 2,198 (7)                | Ekstraliga | Motor Lublin             |
| 2023  | Sparta Wrocław |         | 1,901 (20)               | Ekstraliga | Motor Lublin             |
| 2024  | Sparta Wrocław |         | 1,903 (19)               | Ekstraliga | Motor Lublin             |

### Indywidualne Mistrzostwa Polski
| Sezon | Dzień                           | Miejscowość                    | Miejsce | Punkty    | Biegi                                    | Klub           | Zwycięzca        |
| ----- | ------------------------------- | ------------------------------ | ------- | --------- | ---------------------------------------- | -------------- | ---------------- |
| 2009  | 25 lipca                        | Toruń                          | R2      | 0         | NS                                       | Sparta Wrocław | Tomasz Gollob    |
| 2011  | 3 września                      | Leszno                         | 7.      | 9         | 3,2,d,2,2                                | Sparta Wrocław | Jarosław Hampel  |
| 2012  | 12 września                     | Zielona Góra                   | 7.      | 10        | 2,2,3,1,2                                | Unia Tarnów    | Tomasz Jędrzejak |
| 2013  | 6 października                  | Tarnów                         |         | 10+3+1    | 2,2,d,3,3                                | Unia Tarnów    | Janusz Kołodziej |
| 2015  | 5 lipca                         | Gorzów Wielkopolski            |         | 10+2+3    | 2,2,2,2,2                                | Sparta Wrocław | -                |
| 2016  | 1 lipca                         | Leszno                         |         | 8+2+1     | 3,0,2,2,1                                | Sparta Wrocław | Patryk Dudek     |
| 2017  | 2 lipca                         | Gorzów Wielkopolski            | 8.      | 7         | 2,3,d,2,0                                | Sparta Wrocław | Szymon Woźniak   |
| 2018  | 4 sierpnia                      | Leszno                         |         | 9+2+2     | 0,d,3,3,3                                | Sparta Wrocław | Piotr Pawlicki   |
| 2019  | 14 lipca                        | Leszno                         |         | 13+1      | 3,2,3,3,2                                | Sparta Wrocław | Janusz Kołodziej |
| 2020  | 7 września                      | Leszno                         |         | 15+3      | 3,3,3,3,3                                | Sparta Wrocław | –                |
| 2021  | 11 lipca                        | Leszno                         |         | 12+3+2    | 2,2,2,3,3                                | Sparta Wrocław | Bartosz Zmarzlik |
| 2022  | 9 lipca 15 sierpnia 5 września  | Grudziądz Krosno Rzeszów       | 5.      | 8 9+3 8   | 3,2,1,w,2 2,3,1,0,3,w 0,3,t,3,2          | Sparta Wrocław | Bartosz Zmarzlik |
| 2023  | 8 czerwca 16 lipca 4 września   | Rzeszów Piła Łódź              |         | 13 14 8+3 | 2,3,3,1,2,2 3,3,1,3,2,2 2,2,1,3,0 +3     | Sparta Wrocław | Bartosz Zmarzlik |
| 2024  | 6 lipca 27 lipca 10 sierpnia    | Łódź Bydgoszcz Lublin          |         | 10 14 19  | 2,3,1,2,2,0 2,3,3,3,3,0 3,3,3,3,3,3 (+1) | Sparta Wrocław | –                |
| 2025  | 19 czerwca 19 lipca 15 sierpnia | Toruń Ostrów Wlkp. Częstochowa | 11.     | 8 6 2     | 3,1,2,1,1 0,1,1,3,1 1,0,d,0,1            | Sparta Wrocław | Patryk Dudek     |

### Młodzieżowe Indywidualne Mistrzostwa Polski
| Sezon | Dzień       | Miejscowość | Miejsce | Punkty | Biegi     | Klub           | Zwycięzca      |
| ----- | ----------- | ----------- | ------- | ------ | --------- | -------------- | -------------- |
| 2008  | 19 sierpnia | Rybnik      |         | 13+3   | 3,3,3,1,3 | Sparta Wrocław | –              |
| 2009  | 8 sierpnia  | Leszno      | 8.      | 8      | 3,3,d,0,2 | Sparta Wrocław | Patryk Dudek   |
| 2010  | 12 września | Toruń       |         | 15     | 3,3,3,3,3 | Sparta Wrocław | –              |
| 2011  | 2 września  | Gorzów      | 10.     | 8      | 2,1,2,1,2 | Sparta Wrocław | Piotr Pawlicki |
| 2012  | 20 września | Toruń       |         | 15     | 3,3,3,3,3 | Unia Tarnów    | –              |

### Mistrzostwa Polski Par Klubowych
| Sezon | Dzień       | Miejscowość         | Miejsce | Punkty | Biegi         | Klub                  | Zwycięzca        |
| ----- | ----------- | ------------------- | ------- | ------ | ------------- | --------------------- | ---------------- |
| 2010  | 3 czerwca   | Toruń               | 6.      | 8      | (2,2,0,1,1,2) | Sparta Wrocław        | Unibax Toruń     |
| 2011  | 22 czerwca  | Zielona Góra        |         | 1      | (–,–,1,d,–,–) | Sparta Wrocław        | –                |
| 2013  | 30 sierpnia | Gorzów Wielkopolski |         | 8      | (2,0,2,1,1,2) | Unia Tarnów           | –                |
| 2018  | 3 maja      | Ostrów Wielkopolski |         | 11     | (2,2,1,2,2,2) | Betard Sparta Wrocław | –                |
| 2020  | 5 sierpnia  | Gdańsk              |         | 14+2   | (3,2,1,3,3,2) | Betard Sparta Wrocław | Fogo Unia Leszno |
| 2022  | 3 kwietnia  | Poznań              | 6.      | 6      | (0,1,-,3,2,-) | Betard Sparta Wrocław | Motor Lublin     |
| 2024  | 7 kwietnia  | Poznań              |         | 9+1    | (2,3,1,3)     | Betard Sparta Wrocław | Motor Lublin     |
| 2025  | 5 kwietnia  | Grudziądz           | 4.      | 9      | (1,2,3,3)     | Betard Sparta Wrocław | Motor Lublin     |

### Młodzieżowe Mistrzostwa Polski Par Klubowych
| Sezon | Dzień           | Miejscowość | Miejsce | Punkty | Biegi       | Klub              | Zwycięzca   |
| ----- | --------------- | ----------- | ------- | ------ | ----------- | ----------------- | ----------- |
| 2009  | 14 sierpnia     | Rybnik      |         | 18     | 3,3,3,3,3,3 | UKS Żaki Taczanów | Unia Leszno |
| 2012  | 20 października | Gniezno     |         | 9      | 2,2,2,–,3,0 | Unia Tarnów       | –           |

### Młodzieżowe Drużynowe Mistrzostwa Polski
| Sezon | Dzień       | Miejscowość | Miejsce | Punkty | Biegi   | Klub        | Zwycięzca |
| ----- | ----------- | ----------- | ------- | ------ | ------- | ----------- | --------- |
| 2013  | 12 września | Tarnów      |         | 11     | 3,2,3,3 | Unia Tarnów | –         |

## Mistrzostwa Szwecji

### Drużynowe Mistrzostwa Szwecji
| Sezon | Klub                   | Miejsce | Średnia biegowa          | Liga       | Zwycięzca              |
| ----- | ---------------------- | ------- | ------------------------ | ---------- | ---------------------- |
| 2009  | Rospiggarna Hallstavik | 8.      | 1,294                    | Elitserien | Lejonen Gislaved       |
| 2010  | Piraterna Motala       | 4.      | 1,531                    | Elitserien | VMS Elit Vetlanda      |
| 2011  | Piraterna Motala       |         | 1,398                    | Elitserien | –                      |
| 2012  | Piraterna Motala       |         | 1,642                    | Elitserien | VMS Elit Vetlanda      |
| 2013  | Piraterna Motala       |         | 1,000 (nieklasyfikowany) | Elitserien | –                      |
| 2014  | Rospiggarna Hallstavik |         | 1,500 (nieklasyfikowany) | Elitserien | VMS Elit Vetlanda      |
| 2016  | Dackarna Målilla       |         | 1,792                    | Elitserien | Rospiggarna Hallstavik |
| 2017  | Dackarna Målilla       | 5.      | 2,014                    | Elitserien | Eskilstuna Smederna    |
| 2018  | Dackarna Målilla       |         | 2,216                    | Elitserien | Eskilstuna Smederna    |
| 2019  | Dackarna Målilla       |         | 2,359                    | Elitserien | Eskilstuna Smederna    |
| 2021  | Dackarna Målilla       |         | 2,189                    | Elitserien | –                      |
| 2022  | Dackarna Målilla       | 4.      | 2,147                    | Elitserien | Eskilstuna Smederna    |
| 2023  | Dackarna Målilla       |         | 2,105                    | Elitserien | –                      |
| 2024  | Piraterna Motala       | 6.      | 2,180                    | Elitserien | Lejonen Gislaved       |

## Mistrzostwa Wielkiej Brytanii

### Drużynowe Mistrzostwa Wielkiej Brytanii
| Sezon | Klub              | Miejsce | Średnia biegowa         | Liga         | Zwycięzca      |
| ----- | ----------------- | ------- | ----------------------- | ------------ | -------------- |
| 2010  | Swindon Robins    | 6.      | 1,65 (nieklasyfikowany) | Elite League | Coventry Bees  |
| 2011  | Swindon Robins    | 10.     | 1,68                    | Elite League | Poole Pirates  |
| 2012  | King’s Lynn Stars | 7.      | 1,53                    | Elite League | Swindon Robins |
| 2013  | Poole Pirates     |         | 1,74                    | Elite League | –              |
| 2014  | Poole Pirates     |         | 2,19                    | Elite League | –              |
| 2015  | Poole Pirates     |         | 2,33                    | Elite League | –              |
| 2024  | Oxford Spires     | 5.      | 1,98                    | Premiership  | Belle Vue Aces |

## Turnieje - Kaski

### Złoty Kask
| Sezon | Dzień           | Miejscowość  | Miejsce | Punkty | Biegi       | Klub           | Zwycięzca           |
| ----- | --------------- | ------------ | ------- | ------ | ----------- | -------------- | ------------------- |
| 2010  | 16 września     | Częstochowa  | 12.     | 4      | 0,1,1,2,0   | Sparta Wrocław | Janusz Kołodziej    |
| 2011  | 23 września     | Toruń        | 7.      | 8      | 1,3,1,3,0   | Sparta Wrocław | Adrian Miedziński   |
| 2013  | 25 kwietnia     | Rawicz       |         | 13     | 1,3,3,3,3   | Unia Tarnów    | –                   |
| 2014  | 12 października | Rawicz       | 11.     | 6      | 0,2,2,0,2   | Sparta Wrocław | Przemysław Pawlicki |
| 2016  | 25 kwietnia     | Tarnów       | 10.     | 4      | 2,1,1       | Sparta Wrocław | Patryk Dudek        |
| 2017  | 20 kwietnia     | Zielona Góra | 10.     | 7      | 0,1,3,d,3   | Sparta Wrocław | Przemysław Pawlicki |
| 2018  | 19 kwietnia     | Piła         | 5.      | 10+1   | t,2,3,2,3+1 | Sparta Wrocław | Jarosław Hampel     |
| 2022  | 18 kwietnia     | Opole        | 4.      | 10     | 3,3,1,1,2   | Sparta Wrocław | Bartosz Zmarzlik    |
| 2023  | 6 maja          | Opole        |         | 14     | 3,3,3,3,2   | Sparta Wrocław | –                   |
| 2024  | 1 kwietnia      | Opole        | 8.      | 8      | 1,1,1,3,2   | Sparta Wrocław | Dominik Kubera      |
| 2025  | 21 kwietnia     | Opole        | 16.     | 4      | 0,1,2,1,0   | Sparta Wrocław | Bartosz Zmarzlik    |

### Srebrny Kask
| Sezon | Dzień           | Miejscowość | Miejsce | Punkty | Biegi     | Klub           | Zwycięzca           |
| ----- | --------------- | ----------- | ------- | ------ | --------- | -------------- | ------------------- |
| 2008  | 10 października | Rzeszów     |         | 12     | 3,3,1,2,3 | Sparta Wrocław | –                   |
| 2009  | 25 września     | Częstochowa |         | 12+3   | 2,3,3,3,1 | Sparta Wrocław | Grzegorz Zengota    |
| 2010  | 12 sierpnia     | Bydgoszcz   |         | 15     | 3,3,3,3,3 | Sparta Wrocław | –                   |
| 2011  | 10 września     | Wrocław     |         | 15     | 3,3,3,3,3 | Sparta Wrocław | –                   |
| 2012  | 27 lipca        | Rzeszów     |         | 11     | w,3,2,3,3 | Unia Tarnów    | Przemysław Pawlicki |

### Brązowy Kask
| Sezon | Dzień       | Miejscowość | Miejsce | Punkty | Biegi     | Klub           | Zwycięzca     |
| ----- | ----------- | ----------- | ------- | ------ | --------- | -------------- | ------------- |
| 2007  | 27 września | Gorzów      | 13.     | 5      | 2,1,u,2,0 | Sparta Wrocław | Adam Kajoch   |
| 2008  | 26 września | Gdańsk      |         | 12     | 2,2,3,2,3 | Sparta Wrocław | Artur Mroczka |
| 2009  | 11 września | Wrocław     |         | 15     | 3,3,3,3,3 | Sparta Wrocław | –             |
| 2010  | 5 sierpnia  | Leszno      |         | 14     | 3,3,2,3,3 | Sparta Wrocław | Patryk Dudek  |

## Turnieje - Indywidualne

### Indywidualne Mistrzostwa Ligi Juniorów
| Sezon | Dzień       | Miejscowość  | Miejsce | Punkty | Biegi     | Klub           | Zwycięzca |
| ----- | ----------- | ------------ | ------- | ------ | --------- | -------------- | --------- |
| 2008  | 26 sierpnia | Leszno       |         | 15     | 3,3,3,3,3 | Sparta Wrocław | –         |
| 2009  | 9 września  | Zielona Góra |         | 15     | 3,3,3,3,3 | Sparta Wrocław | –         |

### Indywidualne Międzynarodowe Mistrzostwa Ekstraligi
| Sezon | Dzień       | Miejscowość | Miejsce | Punkty | Biegi         | Klub                  | Zwycięzca        |
| ----- | ----------- | ----------- | ------- | ------ | ------------- | --------------------- | ---------------- |
| 2014  | 22 sierpnia | Tarnów      | 18.     | 1      | (d,d,u,1,–)   | Betard Sparta Wrocław | Emil Sajfutdinow |
| 2015  | 2 sierpnia  | Leszno      | 9.      | 9      | (1,3,0,3,2)   | Betard Sparta Wrocław | Grigorij Łaguta  |
| 2017  | 14 sierpnia | Gdańsk      | 9.      | 7+2    | (2,t,2,0,3)+2 | Betard Sparta Wrocław | Leon Madsen      |
| 2018  | 5 sierpnia  | Gdańsk      | 12.     | 6      | (1,1,w,1,3)   | Betard Sparta Wrocław | Patryk Dudek     |
| 2019  | 12 lipca    | Gdańsk      | 10.     | 6+1    | (0,1,1,2,2)+1 | Betard Sparta Wrocław | Bartosz Zmarzlik |
| 2020  | 15 sierpnia | Toruń       | 5.      | 12+2   | (2,3,3,2,2)+2 | Betard Sparta Wrocław | Bartosz Zmarzlik |
| 2021  | 18 czerwca  | Toruń       | 17.     | ns     | (-,-,-,-,-)   | Betard Sparta Wrocław | Jason Doyle      |
| 2022  | 2 kwietnia  | Toruń       | 8.      | 7+1    | (2,2,1,2,0)+1 | Betard Sparta Wrocław | Bartosz Zmarzlik |
| 2023  | 1 kwietnia  | Toruń       | 6.      | 9+0    | (2,1,2,3,1)+0 | Betard Sparta Wrocław | Bartosz Zmarzlik |

### Turniej o Koronę Bolesława Chrobrego – Pierwszego Króla Polski
| Sezon | Dzień       | Miejscowość | Miejsce | Punkty | Biegi       | Klub                  | Zwycięzca        |
| ----- | ----------- | ----------- | ------- | ------ | ----------- | --------------------- | ---------------- |
| 2011  | 4 czerwca   | Gniezno     | 5.      | 9      | (2,0,3,1,3) | Betard Sparta Wrocław | Emil Sajfutdinow |
| 2018  | 28 września | Gniezno     |         | 13     | (3,3,2,3,2) | Betard Sparta Wrocław | –                |

### Kryterium Asów Polskich Lig Żużlowych im. Mieczysława Połukarda
| Sezon | Dzień      | Miejscowość | Miejsce | Punkty | Biegi           | Klub                  | Zwycięzca        |
| ----- | ---------- | ----------- | ------- | ------ | --------------- | --------------------- | ---------------- |
| 2011  | 27 marca   | Bydgoszcz   | 12.     | 5      | (0,3,1,0,1)     | Betard Sparta Wrocław | Emil Sajfutdinow |
| 2012  | 1 kwietnia | Bydgoszcz   |         | 13+2   | (3,3,3,2,2 + 2) | Betard Sparta Wrocław | Darcy Ward       |
| 2024  | 24 marca   | Bydgoszcz   | 13.     | 5      | (2,1,0,2,0)     | Betard Sparta Wrocław | Bartosz Zmarzlik |